# Xerarionta redimita
Xerarionta redimita е вид коремоного от семейство Helminthoglyptidae. Видът е световно застрашен, със статут Уязвим.

## Разпространение
Разпространен е в САЩ.